# 橫山站 (兵庫縣)
橫山站（日语：／ Yokoyama eki */?）是一個位於日本兵庫縣三田市南丘二丁目，屬於神戶電鐵的鐵路車站。車站編號為KB27。海拔167公尺。

## 車站構造
掘割的部分是島式1面2線的跨站式站房，但周邊土地起伏甚大，車站北側望見時為地面車站。入線列車最多4節，月台有效長度為5節。構內設有1部升降機。

### 月台配置
| 月台 | 路線       | 方向 | 目的地                                 |
| ---- | ---------- | ---- | -------------------------------------- |
| 1    | 三田線     | 下行 | 三田方向                               |
| 2    | 三田線     | 上行 | 有馬口、谷上、鈴蘭台、湊川、新開地方向 |
| 2    | 公園都市線 | 上行 | 花城、木城中央方向                     |

## 相鄰車站
神戶電鐵
 三田線
■特快速（只限往新開地運行）、■急行、■準急、■普通
神鐵道場（KB26）－橫山（KB27）－三田本町（KB28）
 公園都市線
■普通
（三田本町（KB28）－）橫山（KB27）－花城（KB31）

## 外部連結
- 橫山 - 神戶電鐵